# Нивки (Киев)
Ни́вки (укр. Нивки) — историческая местность, жилой массив в Шевченковском районе, с даты его основания как существующего района Киева, а также дачный посёлок в границах города. Расположены между железной дорогой и улицей Мрии (прошлое название - Туполева). Центральная магистраль — улица Даниила Щербаковского.

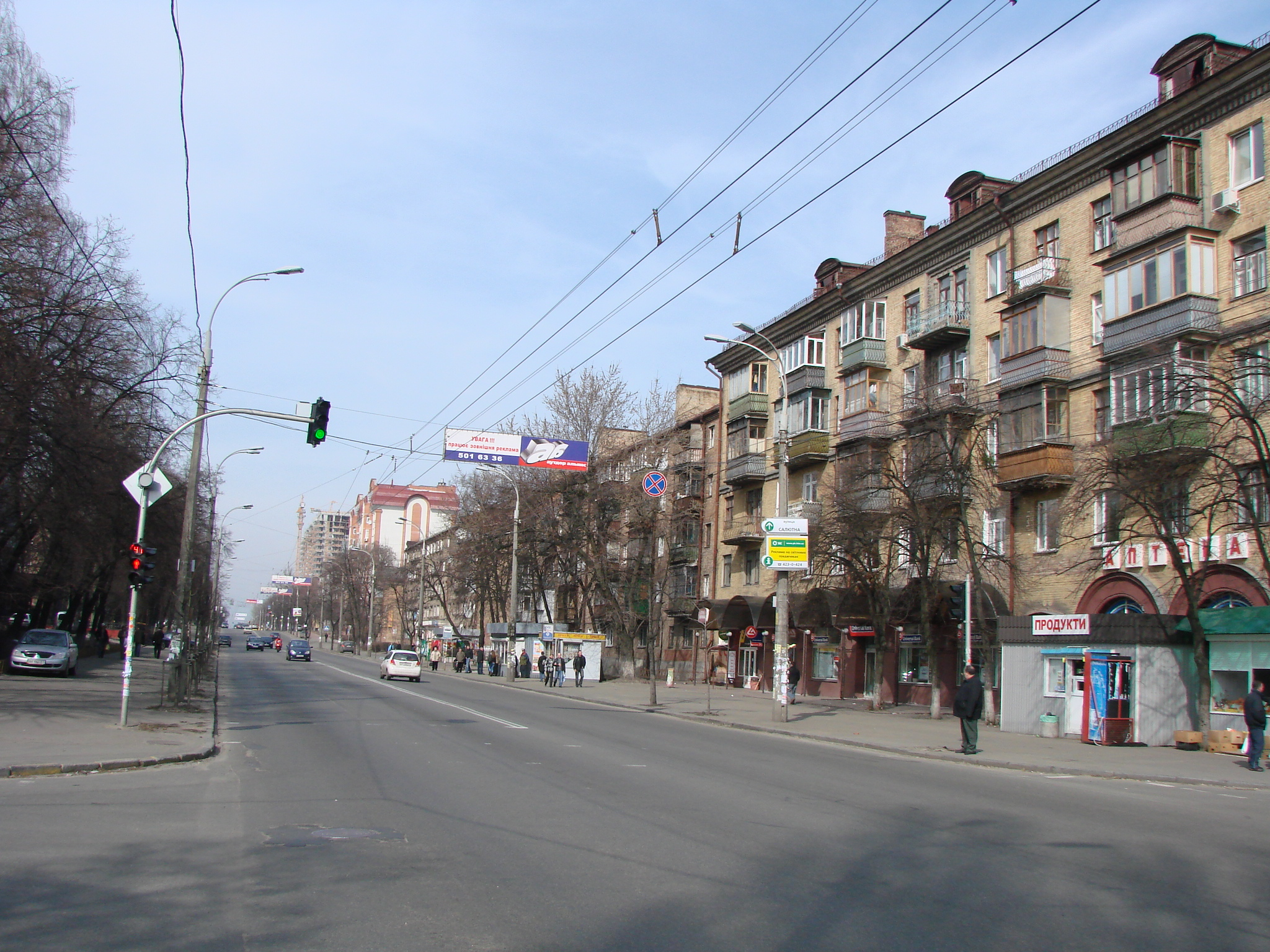
улица Даниила Щербаковского, 2010 г.

Существует также речка Нивка, которая протекает по западной окраине города (Святошино, Борщаговка, Беличи, Новобеличи). Речка впадает в реку Ирпень и в настоящее время имеет систему прудов. Считается, что название местности с речкой Нивка не связано.
Название местности происходит от нивы, которая располагалась справа (при выезде из города) от Киево-Брестского (Брест-Литовского) шоссе. Как хутор и дачная местность Нивки известны с 1850-х годов. В некоторых источниках фигурировали как «Нивка».
В 1923 годы местность включена в городскую черту. А в 1948 году здесь началось индивидуальное строительство. В последуиющие годы на Нивках появились школы, детские дошкольные учреждения, предприятия бытового обслуживания, кинотеатр «Нивки».
До середины XX столетия построены были только улицы Нивская, Гончарова и Александровская. После войны значительно расширена была площадь частной застройки. В 1950-1960-х годах построен жилой массив Нивки.
На территории местности существует стадион, парк.